# Tânăra Polonie

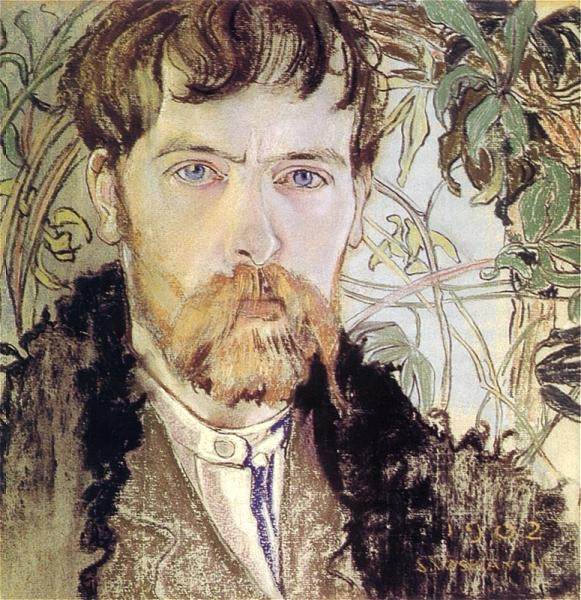
Stanisław Wyspiański, autoportret în pastel, 1902

Tânăra Polonie (în poloneză Młoda Polska) a fost o mișcare artistică modernistă, activă în literatura și muzica poloneză, acoperind aproximativ în perioada 1890-1914. Această mișcare era o opoziție estetică la ideea pozitivismului care a urmat după înfrângerea din 1863 a Insurecției poloneze din Ianuarie împotriva armatei de ocupație a Rusiei Imperiale. Młoda Polska promova în artă tendințe de  decadență, neoromantism, simbolism, impresionism și Art Nouveau.

## Istoric
Mișcarea poartă numele de la manifestul politicianului Artur Górski publicat în 1898 în ziarul din Cracovia Zycie (Viață) și a fost adoptată în curând în toată Polonia împărțită, prin analogie cu termenii desemnând mișcări artistice Tânăra Germanie, Tânăra Belgie, etc.
Literatură
Literatura poloneză a vremii se baza pe două concepții principale.
- Prima era o deziluzie tipic modernistă, împotriva burgheziei, stilului său de viață și a culturii sale. Artiștii care își asumau acest concept credeau de asemenea, în decadență, sfârșitul tuturor culturilor, conflictul dintre om și civilizație, și conceptul de artă la cea mai înaltă valoare (artă de dragul artei). Printre autorii care urmau acest concept se numără și Kazimierz Przerwa-Tetmajer, Stanisław Przybyszewski, Wacław Rolicz-Lieder și Jan Kasprowicz.

- Conceptul de mai târziu, a fost o continuare a romantismului, adesea numit neoromantism. Grupul de scriitori care erau adepții acestei idei erau mai puțin organizați și scriitorii prin operele lor acopereau o mare varietate de subiecte, în scrierile lor: de la sentimentul de misiune a unui polonez în proza lui Ștefan Żeromski,  inegalitatea socială abordată de Władysław Reymont și Gabriela Zapolska în operele lor până la critica societății și istoriei poloneze din operele lui Stanisław Wyspiański.

Scriitorilor din această perioadă îi includ, de asemenea, pe: 
- Wacław Berent,
- Jan Kasprowicz,
- Jan Augustyn Kisielewski,
- Antoni Lange,
- Jan Lemański,
- Bolesław Leśmian,
- Tadeusz Miciński,
- Andrzej Niemojewski,
- Franciszek Nowicki,
- Władysław Orkan,
- Artur Oppman,
- Włodzimierz Perzyński,
- Tadeusz Rittner,
- Wacław Sieroszewski,
- Leopold Staff,
- Kazimierz Przerwa-Tetmajer,
- Maryla Wolska, și
- Tadeusz Boy-Żeleński.

Muzica

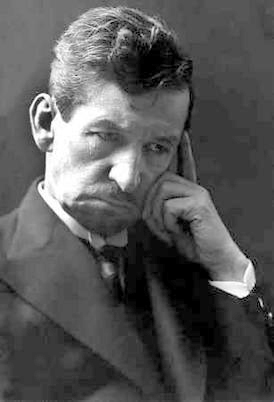
Władysław Orkan

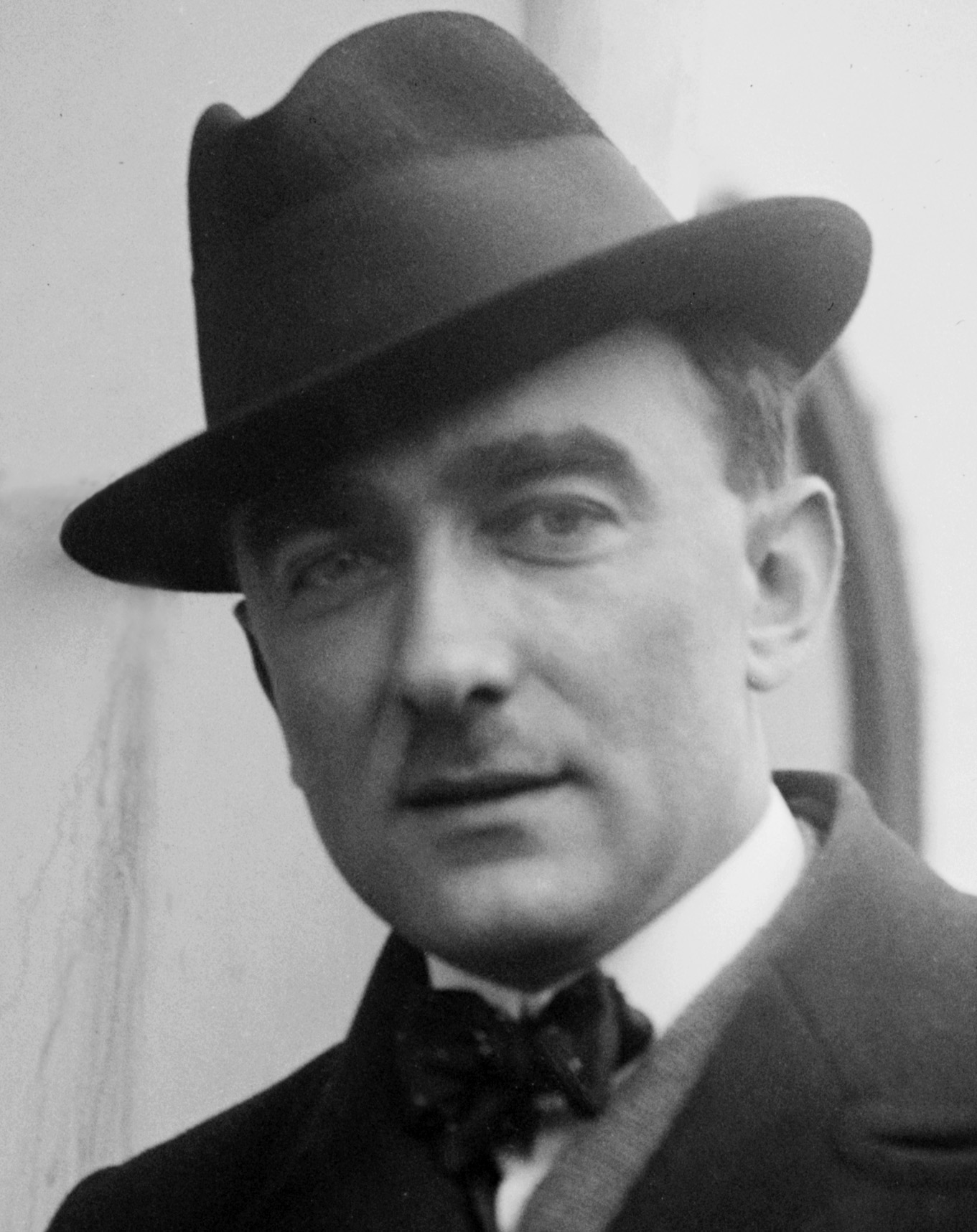
Karol Szymanowski

În muzică termenul de Noua Polonie se aplică unui grup de compozitori care îi include pe Karol Szymanowski, Grzegorz Fitelberg, Ludomir Różycki și posibil pe Mieczysław Karłowicz. Grupul era sub influența puternică a neoromantismului în muzică în special a influenței compozitorilor străini ca Richard Strauss, Richard Wagner și toți care aparțineau grupului celor cinci, ca de exemplu Modest Musorgski, Alexander Borodin și Nikolai Rimsky-Korsakov.
Arte vizuale

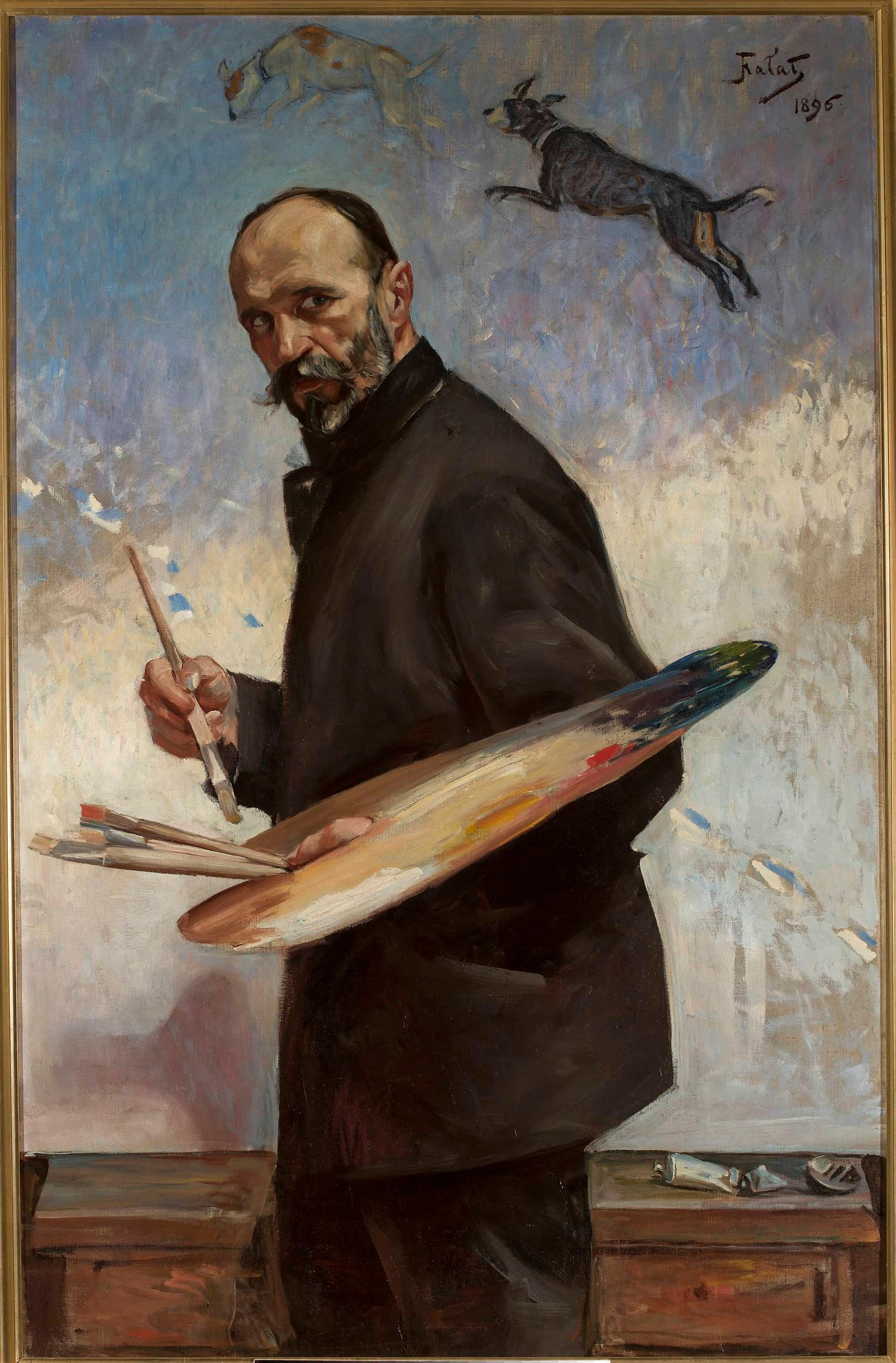
Julian Fałat autoportret, 1896

În timpul perioadei mișcării "Noua Polonie" în arta poloneze nu erau curente puternice. Pictorii și sculptorii căutau continuarea tradiției romantice cu noi căi de expresie populare în străinătate. Influențele cele mai puternice veneau din partea Art Nouveau, cu toate că artiștii polonezi au început căutarea unor noi forme de expresie națională (oglindită în special în  styl zakopiański sau stilul Zakopane. Atât sculptura cât și pictura erau puternic influențate de toate formele simbolismului.
Pictori și sculptori reprezentativi ai perioadei:

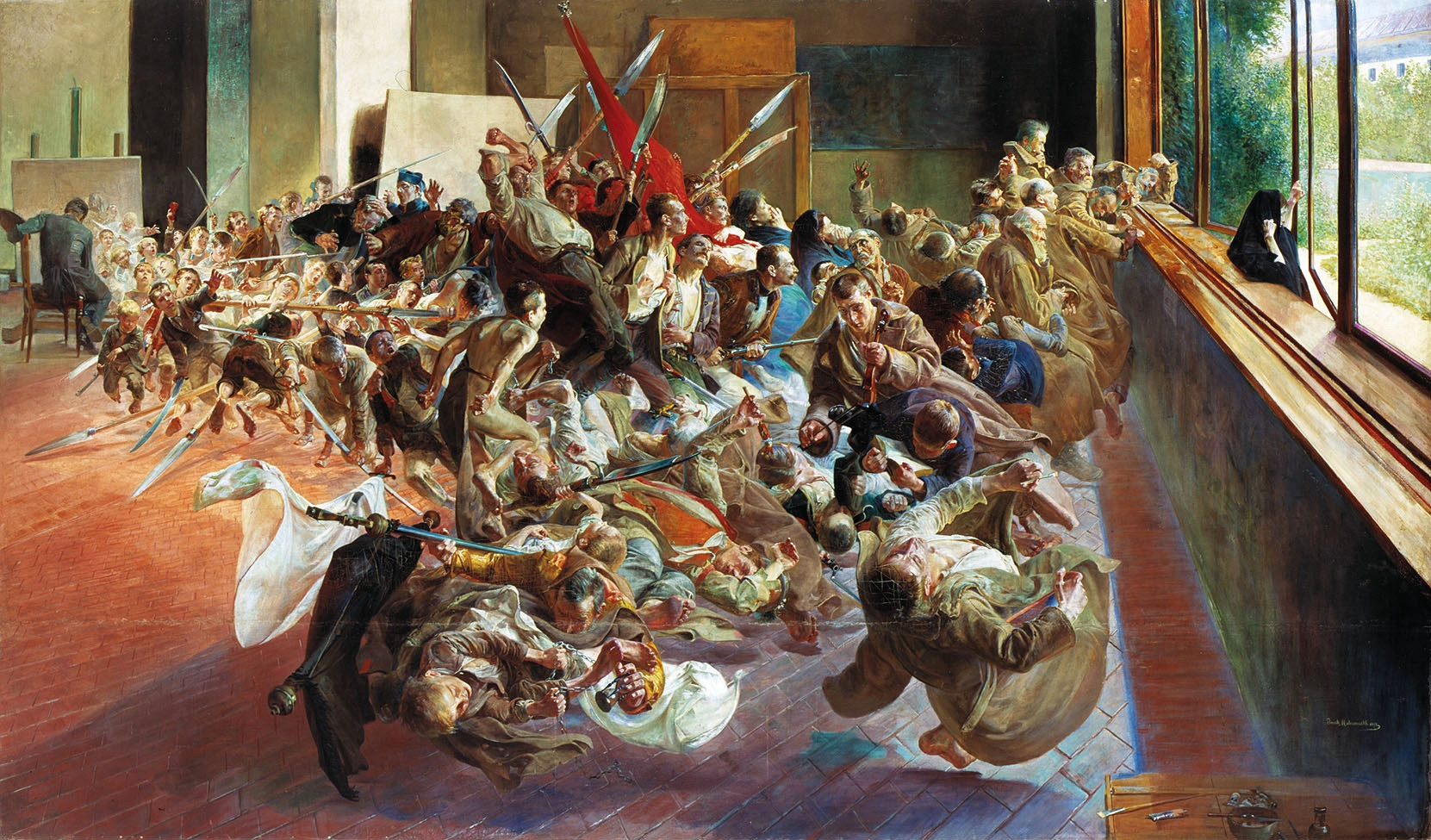
Melancolia de Jacek Malczewski

- Olga Boznańska
- Konstanty Brandel
- Xawery Dunikowski
- Julian Fałat
- Jacek Malczewski
- Józef Mehoffer
- Józef Pankiewicz
- Ferdynand Ruszczyc
- Jan Stanisławski
- Władysław Ślewiński
- Wojciech Weiss
- Leon Wyczółkowski
- Stanisław Wyspiański
- Jan Bukowski